# Сайгачный
Сайгачный — посёлок в Наримановском районе Астраханской области, входит в состав Астраханского сельсовета.

## История
В 1969 г. указом президиума ВС РСФСР поселок участка фермы № 3 совхоза «Астраханский» переименован в Сайгачный.

## Население
| 2002 | 2010 | 2013 | 2014 |
| ---- | ---- | ---- | ---- |
| 169  | ↗196 | →196 | ↘193 |

Национальный и гендерный состав
По данным Всероссийской переписи, в 2010 году численность населения посёлка составляла 196 человек (132 мужчины и 64 женщины, 67,3 и 32,7 %% соответственно)
Согласно результатам переписи 2002 года, в национальной структуре населения даргинцы составляли 52 %, казахи 41 % из общей численности 169 человек.
| Национальность | Численность (2010) | Процент |
| -------------- | ------------------ | ------- |
| Даргинцы       | 104                | 51,5%   |
| Казахи         | 44                 | 21,8%   |
| Русские        | 39                 | 19,3%   |
| Белорусы       | 6                  | 3%      |
| Татары         | 5                  | 2,5%    |
| Не указана     | 4                  | 2%      |
| Всего          | 202                | 100%    |